# 井原今朝男
井原 今朝男（いはら けさお、1949年1月1日 - ）は、日本の歴史学者。国立歴史民俗博物館・総合研究大学院大学名誉教授。博士（史学）（中央大学、1996年）。専門は日本中世史、特に荘園制・税制・農村などの社会経済史。長野県長野市出身。

## 略歴
- 1971年　静岡大学人文学部日本史学科卒業
- 1971年　長野県中野実業高等学校教諭
- 1991年　長野県教育委員会勤務
- 1994年　長野県立歴史館専門主事
- 1996年　中央大学より史学博士の学位を取得、論文の題は「日本中世の国政と家政」[1]。
- 1998年　国立歴史民俗博物館教授
- 1999年　総合研究大学院大学文化科学研究科日本歴史研究専攻教授併任
- 2004年　大学共同利用機関法人人間文化研究機構国立歴史民俗博物館研究部教授
- 2013年　定年退職

## 著書
- 『日本中世の国政と家政』校倉書房、1995年
- 『中世のいくさ・祭り・外国との交わり－農村生活史の断面』校倉書房、1999年
- 『中世寺院と民衆』臨川書店、2004年
- 『中世の借金事情』（歴史文化ライブラリー）吉川弘文館､ 2009年、オンデマンド版　2019年　ISBN　9784642756655
- 『史実中世仏教 今にいたる寺院と葬送の実像 第1巻』興山舎､ 2011年
- 『日本中世債務史の研究』東京大学出版会､ 2011年
- 『中世の国家と天皇・儀礼』校倉書房 歴史科学叢書､　2012年
- 『史実中世仏教 第2巻　葬送物忌と寺院金融・神仏抗争の実像』興山舎､ 2013年
- 『室町廷臣社会論』塙書房、2014年
- 『中世日本の信用経済と徳政令』吉川弘文館、2015年　オンデマンド版　2024年　ISBN　9784642729277
- 『史実中世仏教 第３巻　大災害と戦乱の中の僧侶 驚くべき戒律の実相』興山舎、2017年

### 共編
- 『長野県の歴史』古川貞雄･福島正樹･青木歳幸･小平千文共著 山川出版社 県史 1997年
- 『展望日本歴史 8 荘園公領制』木村茂光共編 東京堂出版､ 2000年
- 『論集 東国信濃の古代中世史』牛山佳幸共編　岩田書院、2008年
- 『環境の日本史 3 中世の環境と開発・生業』編 吉川弘文館､ 2013年　ISBN　9784642017251
- 『生活と文化の歴史学 3 富裕と貧困』編 竹林舎､ 2013年